# Fundació Yannick i Ben Jakober
La Fundació Yannick i Ben Jakober està situada a Alcúdia, Mallorca, i és un museu plenament integrat a la naturalesa, totalment protegida i declarada reserva biològica. La Fundació té col·leccions formades per més de 150 retrats de nens del segle XVI al segle xix. Part de la col·lecció va ser declarada Bé Catalogat del Patrimoni Històric i està sempre exposada al públic en un antic aljub condicionat a aquest efecte. Va ser constituïda el 1993 com una fundació totalment autònoma. La Fundació ocupa un edifici concebut per l'arquitecte egipci Hassan Fathy el 1978.

## Història
Yannick Vu, presidenta de la Fundació, va néixer a França de pare vietnamita i mare francesa, i va créixer a Venç i Saint-Paul de Venç en el si d'una família lligada a les arts plàstiques i la música. Es va casar amb el pintor italià Domenico Gnoli i el mateix any van viatjar junts a Mallorca. Gnoli va morir el 1970 a 36 anys, però ja havia aconseguit l'èxit internacional. En 1972 Yannick Vu es va casar amb Ben Jakober. Jakober havia nascut a Viena, fill d'una família de negociants de la burgesia hongaresa i col·leccionistes d'art impressionista, va passar la seva infància i joventut a Gran Bretanya. El 1993 el matrimoni va crear la Fundació, explicant des del principi amb el suport del seu amic, el banquer i filantrop Georges Coulon Karlweis. Formen part del patronat: Marie-Claire Yannick Jakober, Presidenta; Benedict Peter Benjamin Jakober, Vocal i Secretari; Anthonie Stal, Vicepresident; Cristina López Mancisidor de Macaya, Vocal; Sofia Carmen Barroso Fernández de Araoz, Vocal; Sebastián Escarrer Jaume, Vocal; Enrique Juncosa Cirer, Vocal.
La finca Sa Bassa Blanca, seu de la fundació, ha passat per diferents etapes al llarg de la seva història. En els seus orígens es tractava d'un mas mallorquí, dedicat a l'agricultura i la ramaderia d'espècies autòctones. Durant la Guerra civil i fins als anys 1970, la finca va acollir una base militar, per la seva situació estratègica.
El 1978, la finca va ser adquirida per un consorci, del que formaven part Ben Jakober i Yannick Vu. Van encarregar els plànols a l'arquitecte egipci Hassan Fathy (1900-1989), sent Sa Bassa Blanca la seva única construcció a Europa.
Les dependències del nou edifici, concebut com un “ribat”, s'organitzen entorn d'un pati central d'inspiració granadina.
La majoria d'elements que conformen la construcció són antiguitats procedents d'Andalusia i el Marroc, aconseguint donar al conjunt un caràcter hispano-morisc.
Yannick Vu, pintora de formació, va exposar regularment els seus quadres a Europa i Estats Units des de 1979 i es va iniciar en l'escultura a partir dels anys vuitanta. Ben Jakober va iniciar la seva activitat artística als quaranta-cinc anys encoratjat per Yannick Vu. A poc a poc va fixar la seva atenció en el món de l'escultura, passant per diferents tècniques i materials, com el poliuretà, el metall, la pedra, el marbre, la instal·lació, el vídeo i últimament la fibra òptica. Ha exposat en diversos museus i ha participat en nombroses biennals.
Des de 1992, Ben Jakober i Yannick Vu treballen i signen els seus treballs de manera conjunta, com si es tractés d'un sol artista. Les seves obres es troben en diferents col·leccions públiques i privades al voltant del món.

## Continguts de la Fundació

### Col·lecció Nins

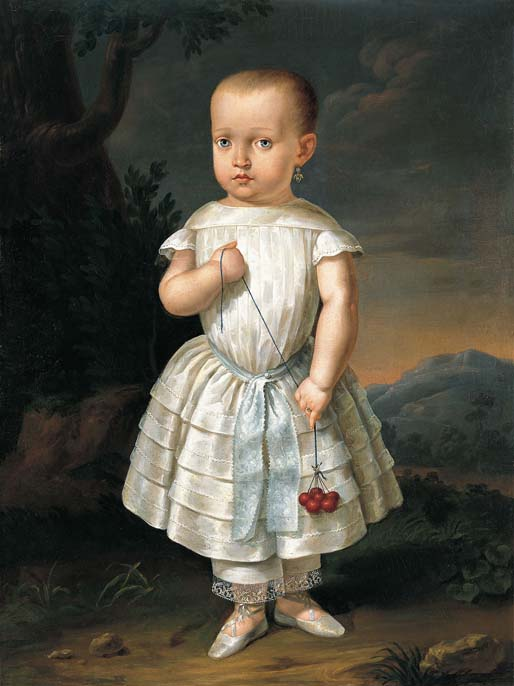
Retrat d'una nena amb cireres per Joan Mestre i Bosch (1826-1893).

Després de l'aportació inicial dels fundadors i amb l'ajuda d'altres col·laboradors, la Fundació ha estat capaç de reunir una col·lecció important d'obres d'art. El nucli principal és la col·lecció Nins, que es va iniciar fa més de 40 anys amb un quadre del pintor Joan Mestre i Bosch (1826-1893) Retrat d'una nena amb cireres.
Aquestes obres estan situades al costat de l'edifici principal, en un antic aljub subterrani, convertit en sala d'exposicions mitjançant una intervenció mínima i condicionada per acollir i preservar les pintures.
Està formada per més de 150 retrats de nens dels segles XVI a XIX procedents de diversos països europeus. La majoria de les obres representen a personatges de la reialesa o la noblesa durant la seva infància, encara que també existeixen alguns membres de la burgesia o de petites corts provincials europees. La col·lecció permet observar l'evolució dels vestits, accessoris, joguines i altres elements que formaven part de la vida quotidiana dels petits models.
La Fundació duu a terme un programa d'exposicions temporals en l'àmbit internacional: d'aquesta manera algunes de les obres han viatjat per ser exposades en destacats museus com la Fundaçao Armant Alvares Penteado a São Paulo i el Museu de Belles Arts de València el 2000; La Kunst- und Ausstellungshalle der Bundesrepublik Deutschland a Bonn el 2003-2004; el Museu de Belas Arts de la Corunya a la primavera del 2004; el Frist Center for the Visual Arts en Nashville el 2004-2005; el State Historical Museum a Moscou l'hivern de 2005-2006 i el 2008 als EUA en el Columbus Museum of Art, el Huntsville Museum of Art i The Society of the Four Arts a Palm Beach, Florida. El 2011 les obres van viatjar a la Kunsthalle Krems, el 2012 al Pera Museum d'Istanbul i el 2013, a la Casa del Cordón de Burgos.

### Espai Sokrates
Un altre espai subterrani, però de recent creació, és l'espai denominat Sokrates. La seva temàtica gira entorn de la fórmula d'Einstein que defineix la relació espaitemps. L'espai acull l'espectacular Cortina de Cristalls Swarovski, composta per 10.000 cristalls; l'esquelet fòssil complet d'un Rinoceront llanut siberià (Coelodonta antiquitatis) datat del període interglaciar Riss-Wurm del Plistocè Superior; una obra de Dolores Vita; Gerhard Merz; l'artista mallorquí Miquel Barceló (Felanitx, 1957), autor de la nova capella de la Catedral de Mallorca; a més d'algunes obres de Ben Jakober i Yannick Vu.

### L'ala Karlweis
Aquestes sales es troben a l'edifici principal, acullen una selecció d'obres d'art contemporani.
El primer pis acull deu maquetes que els anys 90 van formar part de la instal·lació de Ben Jakober titulada “Mvsev”; la instal·lació “Dreaming Stones” creada específicament per a aquest espai per l'artista alemanya Rebecca Horn; una selecció de quadres de Domenico Gnoli, pintats a Mallorca entre 1967-69, entre els quals destaca la seva obra “Apple”. Entre els dibuixos cal assenyalar la sèrie “Els Monstres”, per la qual Robert Greus va escriure un text i que el 2013 es va exposar a la Biennal de Venècia.

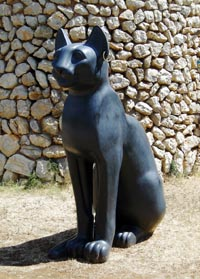
Parc d'escultures.

En el primer pis s'exposen també, des de gener de 2014, una selecció de més de 50 retrats fotogràfics d'artistes fonamentals dels segles XX i XXI, realitzats en blanc i negre i també en color, pel reconegut crític d'art alemany Werner Kruger, que va regalar a la Fundació part del seu arxiu personal. Són creadors com De Chirico, Kounellis, Moore, Tàpies, Tinguely, Beuys, Baselitz, Oldenburg, Camino, Newton, Schnabel, Vostel, Johns, Kiefer, Barceló, Serra, Hartung, Sierra, entre d'altres. Aquesta ala conté al seu torn una sala d'escultures, amb algunes obres de Meret Oppenheim, Miralda, Takis i Alan Rath, entre d'altres.
En el segon pis, es troben les pintures i escultures de Vu Cao Dam (1908-2000), pare de Yannick Vu, un artista vietnamita del segle xx. La subtilesa oriental de la mostra contrasta amb la bellesa de l'artesonat mudèjar que cobreix l'última sala, datat el 1498 i declarat “Bé d'Interès Cultural del Patrimoni de les Illes Balears”.

### Biblioteca
La Biblioteca de la Fundació alberga gairebé 7000 llibres especialitzats en art i història, catalogats recentment gràcies al programa Innopac Millenium, facilitat per la Universitat de les Illes Balears i compartit per la Xarxa de Biblioteques de les Illes Balears, la qual cosa permet la consulta a través d'Internet. La biblioteca inclou diverses obres d'art contemporani, com la roda de llibres “Llegir amb Pressa” de Ben Jakober i Yannick Vu, sis litografies del mallorquí Miquel Barceló i dos retrats dels fundadors pintats pel seu amic Mati Klarwein (1932-2002).

### Parc d'Escultures
La fundació compta amb un parc zoològic amb escultures de pedra. Situat en els jardins que envolten el museu, estan les escultures de Ben Jakober i Yannick Vu, compost per animals inspirats per peces arqueològiques actualment escampades en diversos museus del món.
Les escultures han estat realitzades en granit i són de gran grandària. L'obra més gran és «el Gos», Haniwa de la cultura japonesa (període final Kofun, segle VI i VII d.C.), en l'actualitat en el Museu Nacional de Tòquio.

### Jardí de Roses
Dissenyat per Yannick Vu i especialitzat en el cultiu de rosers compta amb més de cent varietats de roses antigues i angleses. Està concebut com un “Hortus Conclusus” o jardí medieval, envoltat de murs, és un espai que combina les plantes de jardí amb hortalisses, verdures i plantes aromàtiques.